# 나크워나트노테치옹

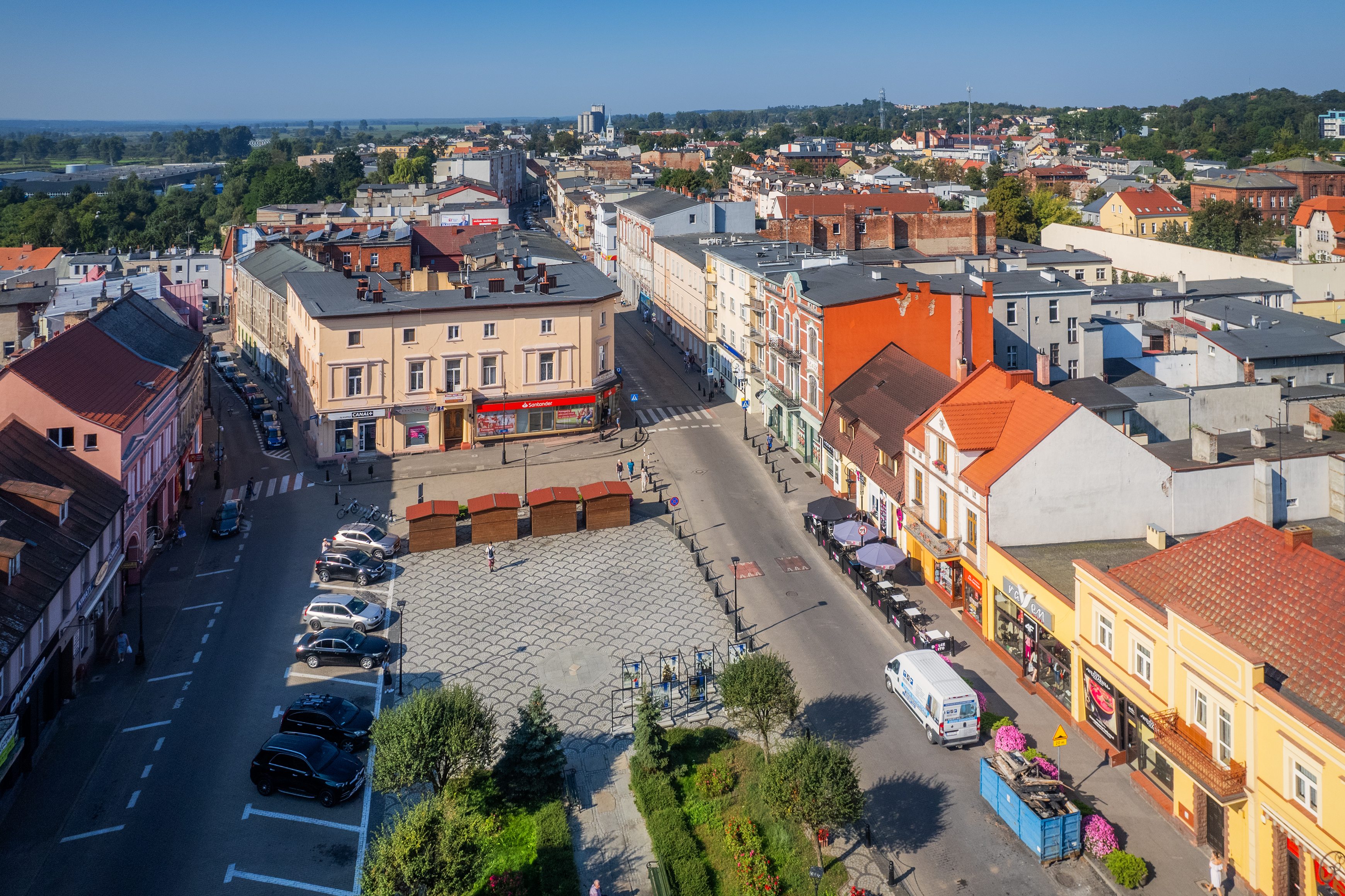
나크워나트노테치옹

나크워나트노테치옹(폴란드어: Nakło nad Notecią)는 폴란드 쿠야비포모제주 나크워군의 마을이다. 노테치강에 위치한 도시로 인구는 23,687명(2007년)이다.